# Kinga Achruk
Kinga Achruk (n. Byzdra, 9 ianuarie 1989, în Puławy) este o handbalistă poloneză care joacă pentru clubul MKS Lublin și pentru echipa națională a Poloniei.

## Biografie
Mama Kingăi Achruk este Małgorzata Byzdra, fostă handbalistă a Montex Lublin și Zagłębia Lubin, iar tatăl, Jacek Byzdra, handbalist la Wisła Puławy. Kinga a început să joace handbal de la o vârstă fragedă, la clubul JKS Jarosław, între 1997-1999. A continuat apoi la alte echipe de juniori, UKS 5 Puławy (1999-2000), UKS Dwójka Lublin (2000-2002), Orlik Lublin (2002-2004) și SMS Gliwice (2002-2008). Începând din sezonul 2008/09, ea a devenit componentă a echipei de senioare a MKS Zagłębie Lubin, alături de care a devenit campioană a Poloniei în 2011 și de patru ori vicecampioană, în 2009, 2010, 2012 și 2013. În vara anului 2013 s-a transferat la echipa muntenegreană ŽRK Budućnost.
Kinga Achruk a fost componentă a echipei Poloniei care a participat la Campionatul European pentru Junioare din 2006 și Campionatul European pentru Tineret din 2007. Achruk a debutat la echipa națională de senioare pe 3 noiembrie 2006, într-un meci amical împotriva Italiei. În 2007 și 2013 ea a participat la Campionatul Mondial, unde echipa Poloniei s-a clasat pe locurile 11, respectiv 4.

## Palmares
- Campionatul Poloniei:
  -  Câștigătoare: 2011, 2018, 2019
  -  Medalie de argint: 2009, 2010, 2012, 2013

- Cupa Poloniei:
  -  Câștigătoare: 2009, 2011, 2013, 2018

- Campionatul Muntenegrului:
  -  Câștigătoare: 2014, 2015, 2016, 2017

- Cupa Muntenegrului:
  -  Câștigătoare: 2014, 2015, 2016, 2017

- Liga Regională:
  -  Câștigătoare: 2014, 2015, 2016

- Liga Campionilor EHF:
  -  Caștigătoare: 2015
  - Finalistă: 2014